# Serjania rufisepala
Serjania rufisepala är en kinesträdsväxtart som beskrevs av Ludwig Radlkofer. Serjania rufisepala ingår i släktet Serjania och familjen kinesträdsväxter. Inga underarter finns listade i Catalogue of Life.